# Olle Håkansson
Olle Håkansson (* 22. Februar 1927; † 11. Februar 2001) war ein schwedischer Fußballspieler.

## Laufbahn
Håkansson spielte in den 1950er Jahren für IFK Norrköping in der Allsvenskan. Mit dem Verein, der seinerzeit die Liga dominierte, konnte er mehrere Meistertitel feiern. Nicht zuletzt deswegen stellte der Klub einen der größten Blöcke in der Nationalmannschaft bei der Weltmeisterschaft 1958. Håkansson wurde beim Turnier Vize-Weltmeister, jedoch ohne gespielt zu haben.
| Personendaten    | Personendaten               |
| ---------------- | --------------------------- |
| NAME             | Håkansson, Olle             |
| KURZBESCHREIBUNG | schwedischer Fußballspieler |
| GEBURTSDATUM     | 22. Februar 1927            |
| STERBEDATUM      | 11. Februar 2001            |